# Alec Clunes
Alexander "Alec" Sheriff de Moro Clunes (17 de mayo de 1912 – 13 de marzo de 1970) fue un actor y productor teatral de nacionalidad británica.

## Biografía
Su verdadero nombre era Alexander Sheriff de Moro Clunes, y nació en el distrito londinense de Brixton en el seno de una familia dedicada al negocio del espectáculo, siendo sus padres Alexander Sydenham Sherriff Clunes (1881–1960) y Georgina Ada Sumner (1882–1969). Empezó su carrera teatral trabajando en la compañía de Ben Greet, actuando más adelante en el Teatro Old Vic. Hizo numerosos papeles shakespearianos antes de asumir la dirección del Teatro Arts de Londres en 1942, trabajando para el mismo hasta 1950. 
Entre las obras presentadas por él figuran la de Christopher Fry The Lady's Not For Burning. Clunes dio al actor y dramaturgo Sir Peter Ustinov su primera oportunidad llevando a escena su pieza titulada The House of Regrets. 
Su carrera cinematográfica fue breve pero variada. Fue Hastings en el film de Laurence Olivier Richard III (1956), y también participó en cintas bélicas como One of Our Aircraft Is Missing (1942), aunque en la realidad fue objetor de conciencia. También trabajó en The Adventures of Quentin Durward (1955). 
En su actividad teatral posterior, uno de sus trabajos fue sustituir a Sir Rex Harrison en el papel de Henry Higgins en el musical My Fair Lady en 1959. Su última actuación en las tablas tuvo lugar en 1968.
De entre sus más destacadas actuaciones televisivas figuran las siguientes:
- Undermind, serie en la cual fue el Sargento de Policía en el episodio "Onset of Fear", emitido el 8 de mayo de 1965
- The Ronnie Barker Playhouse, producción para la cual fue "Peregrine" en el capítulo "The Incredible Mister Tanner" (24 de abril de 1968).

Además de los papeles anteriores, a Clunes se le ofreció encarnar al Professor Bernard Quatermass en la famosa serie de ciencia ficción de la BBC Quatermass and the Pit en 1958. Clunes declinó la oferta, y el papel fue para André Morell.
Clunes se casó en dos ocasiones: la primera con la actriz y productora televisiva Stella Richman, y la segunda con Daphne Gyllian Acott, con la que tuvo un hijo. 
Alec Clunes falleció en Londres en 1970 a causa de un cáncer de pulmón. Tenía 57 años de edad. Le sobrevivieron su viuda, un hijo, el actor Martin Clunes, y una hija, Amanda Clunes.

## Selección de su filmografía
- Melba (1953)
- Tiger in the Smoke (1956)
- Tomorrow at Ten (1964)